# Glória (série télévisée portugaise)
Pour les articles homonymes, voir Glória et Gloria.
Ne doit pas être confondu avec Gloria (série télévisée, 2021).
Glória est une série télévisée drame historique et thriller portugaise en dix épisodes d'environ 44 minutes créée par Pedro Lopes et mise en ligne le 5 novembre 2021 sur Netflix. Il s'agit de la première série portugaise sur Netflix.
Glória raconte l'histoire d'un jeune espion opérant dans le Portugal de la guerre froide, pris dans les intrigues entre les États-Unis et l'Union soviétique.

## Synopsis
Dans le petit village de Glória do Ribatejo (pt), João Vidal, ingénieur au centre d'émissions (RARET) de Radio Free Europe, est recruté comme espion par l'Union Soviétique. Nous sommes dans les années 1960, au plus fort de la guerre froide, et les Soviétiques comme les Américains tentent de manipuler les événements à leur avantage respectif et de prendre le contrôle stratégique de l'Europe. Vidal entreprend des missions d'espionnage à haut risque qui ont le potentiel de changer le cours de l'histoire du Portugal et du monde.

## Distribution

### Acteurs principaux
- Miguel Nunes (VF : Marc Arnaud) : João Vidal
- Matt Rippy (VF : Sacha Petronijevic) : James Wilson
- Stephanie Vogt (VF : Audrey Sourdive) : Anne O'Brien Wilson
- Carolina Amaral (VF : Marie Perret) : Carolina
- Afonso Pimentel (VF : Laurent Maurel) : Gonçalo
- Victória Guerra : Mia
- Adriano Luz : Alexandre Petrovsky
- Augusto Madeira (VF : Jerome Wiggins) : Miguel
- Leonor Silveira : Madalena Vidal
- Ana Neborac : Irina
- João Pedro Vaz : Ramiro
- João Arrais : Fernando
- Marcello Urgeghe : Henrique Vidal
- Maria João Pinho (VF : Brigitte Berges) : Sofia
- Jimmy Taenaka : Bill
- Adriano Carvalho : Tomé
- João Estima (VF : Rémi Caillebot) : Bernardino
- Sílvia Filipe (VF : Julie François) : Vitalina

### Acteurs récurrents
- Rita Cabaço (VF : Julie François) : Otília
- Joana Ribeiro (VF : Charlotte Juniere) : Ursula

 Source et légende : version française (VF) sur RS Doublage

## Épisodes
1. En route pour la victoire (Rumo à Vitória)
2. Aveux et absolutions (A Absolvição Absolve-nos da Culpa)
3. Nous ne discutons pas la Patrie (A Pátria Não Se Discute)
4. La mort n'est jamais naturelle (A Morte Nunca é Natural)
5. La Lune vue d'en bas (Olhar a Lua de Baixo)
6. L'Infortune (O Infortúnio)
7. La Fuite… (A Fuga…)
8. Vertus publiques… (Virtudes Públicas)
9. La Taupe (A Toupeira)
10. L'Homme nouveau (Homem Novo)